# Chattra, Byadgi
Chattra là một làng thuộc tehsil Byadgi, huyện Haveri, bang Karnataka, Ấn Độ.